# Dwór w Lipiu
Dwór w Lipiu – pochodzący z XVIII wieku budynek dworski, znajdujący się w Lipiu (powiat kłobucki). Obecnie obiekt pełni funkcją mieszkalną.

## Historia i architektura
Dwór powstał w XVIII wieku jako własność rodziny Ponińskich. Na przełomie XVIII i XIX wieku był we władaniu hrabiego Klemensa Ponińskiego. Z uwagi na znacznie zadłużenie, w 1829 trafił w ręce zamożnego żydowskiego kupca z Warszawy, Joachima Kempnera. Kolejnym właścicielem dworu był Maurycy Mittelstaedt, którego córka wyszła za Aleksandra Steinhagena. W ten sposób budynek znalazł się w rękach rodu Steinhagen – wywodzącej się z Westfalii rodziny fabrykantów. Byli oni przemysłowcami branży papierniczej i należały do nich m.in. fabryki w Myszkowie i Włocławku. Ponadto byli właścicielami dworów w Cielętnikach i Małusach Wielkich. Na początku XX wieku dziedzicem majątku został Aleksander Władysław Steinhagen, który przebudował dwór oraz zmodernizował gospodarstwo.

Po wybuchu II wojny światowej budynek był siedzibą niemieckiego zarządu okupacyjnego. Po zakończeniu wojny w jego pomieszczeniach budynku mieściły się kolejno: spółdzielnia rolnicza, kino oraz przedszkole. W 1974 roku obiekt przeznaczono do rozbiórki, został jednak uratowany dzięki staraniom prof. Wiktora Zina. Ostatecznie dwór został sprzedany i stanowi obecnie własność prywatną.
Dwór jest drewnianym, parterowym budynek z czterokolumnowym portykiem od frontu. Część środkowa została przykryta drewnianym dachem mansardowym z lukarnami, pozostałe zaś części – dwuspadowym. Budynek otacza park, w którym urządzono kilka stawów oraz zbudowano wieżę ciśnień – elementem dworskiego systemu wodociągowego. Droga wjazdowa prowadzi szpalerem 120-letnich lip.
Dwór został wpisany do gminnej ewidencji zabytków gminy Lipie.